# Ржип (гора)
Гора Ржип (чеськ. hora Říp) — одинокий пагорб висотою 459 м.н.м., який височіє над рівниною центральної Богемії, на якому, за стародавньою легендою, поселилися перші чехи. Ржип розташована у 20 км на південний схід від Літомержіце, Чехія.

## Опис
Геологічно, Ржип є еродованим залишком вулкана пізнього олігоцену та складається з базальтового нефеліну, який містить гранули олівіну, амфіболи, лейциту та магнетиту, тому тут навіть можна спостерігати локальну магнітну аномалію на компасі.
Пагорб був оголений до 1879 року, коли Моріц Лобковіц засадив його деревами. Нині майже вся гора вкрита дубово-грабовим лісом зі вкрапленнями клену, сосни, ясеня та липи. На ділянках вершини гори, не вкритих лісом, можна знайти рідкісні рослини-термофіли, напр. Gagea bohemica and Iris pumila.
Ржип, видимий з великої відстані, завжди був важливим орієнтиром у пейзажі Богемії і привертав увагу з найдавніших часів. Назва гори є до-слов'янського походження і, ймовірно, походить від німецької основи *rīp- що означає «піднесення, пагорб»

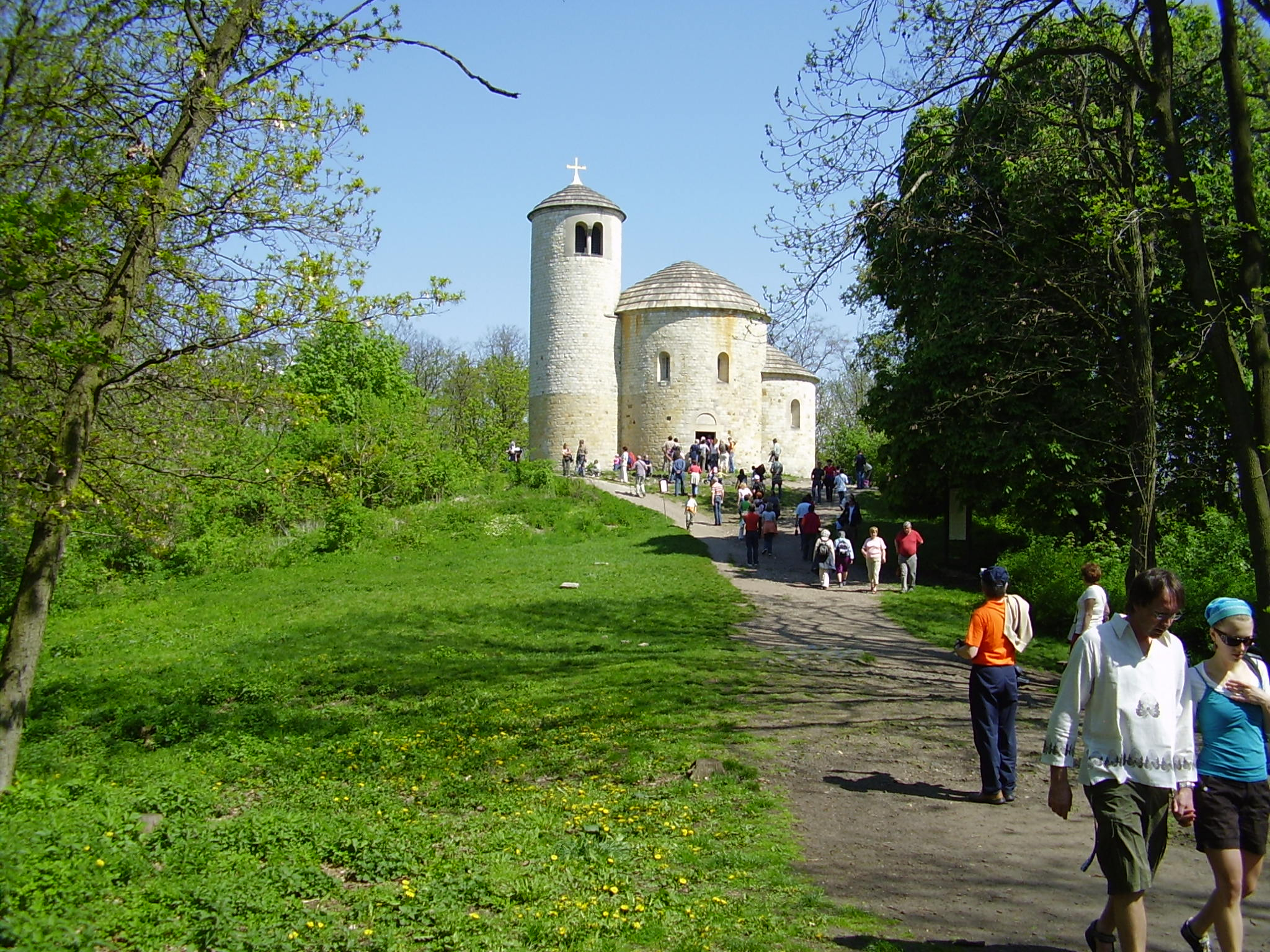
Ротонда Св. Георга на вершині пагорбу

.

## Легенда
Згідно традиційної легенди, вперше записаної стародавнім чеським літописцем Козьмою Празьким на початку 12 століття, Ржип був місцем, де поселилися перші слов'яни, що йшли за Праотцем Чехом. Земля була названа на честь вождя. У 16 столітті, легенда була відроджена Вацлавом Гаєком з Лібочани, який стверджував, що Чех був похований у сусідньому селі Цтінєвес, а пізніше, Алоїсом Їрасеком у його «Стародавніх чеських легендах» 1894 року.

## Споруди
На вершині пагорба розташована романська ротонда Св. Георга, яка є однією з найстаріших будівель в Чехії. Вона вперше згадується 1126 року, коли Собеслав I, герцог Богемії, в честь його переможної битви при Хлумці, де він переміг імператора Священної Римської імперії Лотаря II, відремонтував ротонду і розширив західну круглу вежу. Нинішній вигляд ротонди є результатом пуристичної реконструкції 1870-х років.
Всередині ротонди є кам'яна скульптура відомого сучасного чеського художника Станіслава Ганціка «Добрий пастир» 1977 року, яка символізує прихід чеських предків до країні і початку тут чеської історії.
Поруч з ротондою 1907 року був побудований туристичний прихисток, що досі служить мандрівникам. Відповідно до патріотичного духу часу, на стіні прихистку встановлена дерев'яна дошка, на якій написано «що Мекка для Магомета, то Чеху Ржип» (чеськ. «Co Mohamedu Mekka, to Čechu Říp»).

## Значення
Вершина Ржипу стала популярним місцем паломництва та національних маніфестацій і масових зборів. Тут 10 травня 1868 року відбулася масова маніфестація, коли камінь з пагорба був взятий як один з наріжних для Національного театру, будівництво якого починалося у Празі.
За традицією, кожен чех має принаймні раз у житті зійти на пагорб.